# Enel

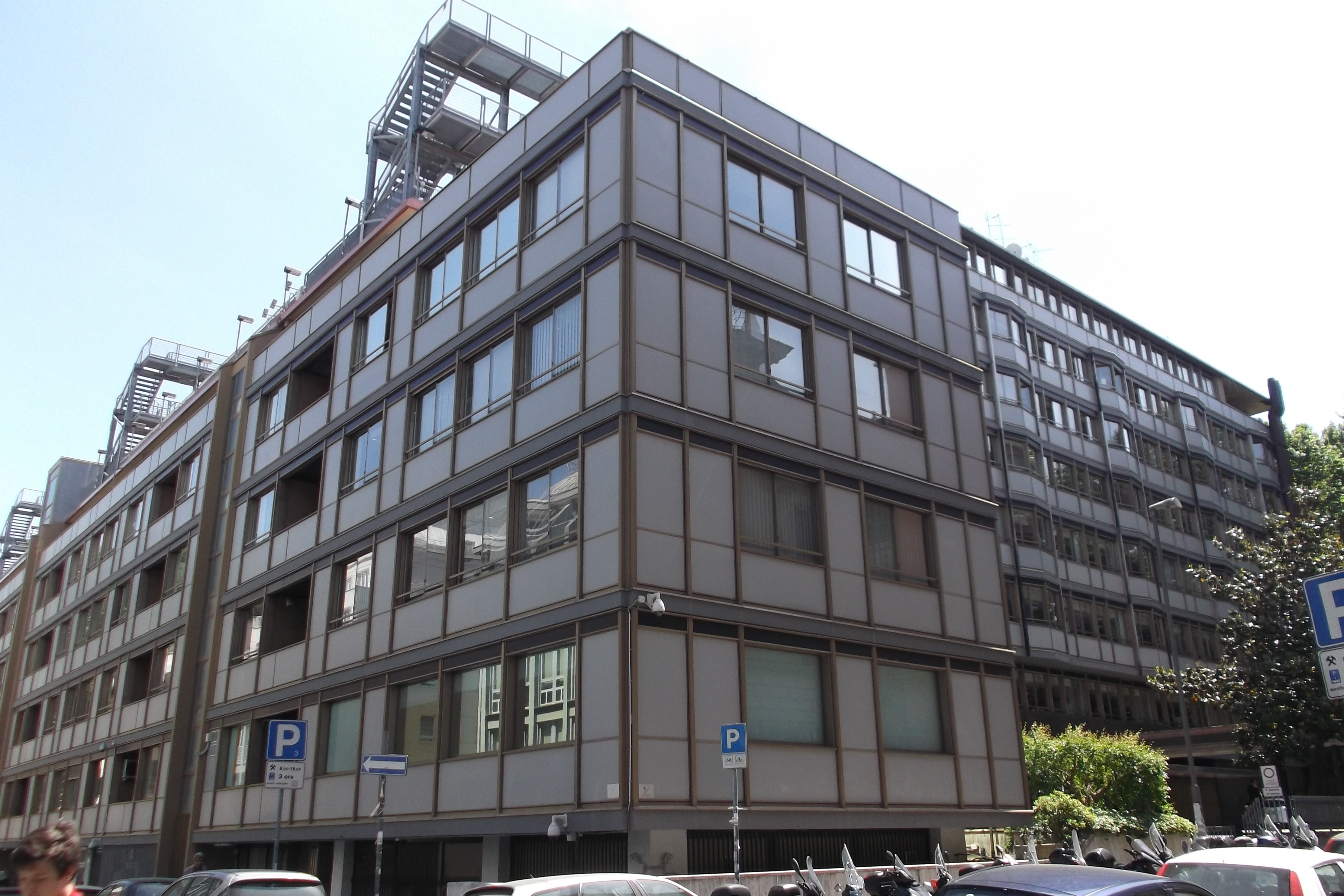
Unternehmenssitz in Rom

Die Enel S.p.A. ist ein italienischer Energiekonzern mit Sitz in Rom, der in den Bereichen Stromerzeugung und Erdgas tätig ist. Das Unternehmen ist der größte Stromversorger in Italien und weltweit in 43 Ländern tätig.
Die Aktiengesellschaft entstand 1962 per Gesetz aus der Fusion mehrerer kleinerer, regional operierender Gesellschaften. Seit Januar 2017 obliegt der Netzbetrieb der selbständigen Gesellschaft Terna, die Lieferung elektrischer Energie an die Endverbraucher innerhalb Italiens wird von der Enel-Tochter SEL (Servizio Elettrico Nazionale) betrieben.
In den Forbes Global 2000 der weltgrößten Unternehmen belegt Enel Platz 73 (Stand: GJ 2021). Die Börsenkapitalisierung betrug im September 2019 rund 67 Mrd. Euro.
Der Name Enel ist ein Akronym für Ente nazionale per l’energia elettrica (deutsch: nationale Körperschaft für elektrische Energie).

## Geschäftsfelder

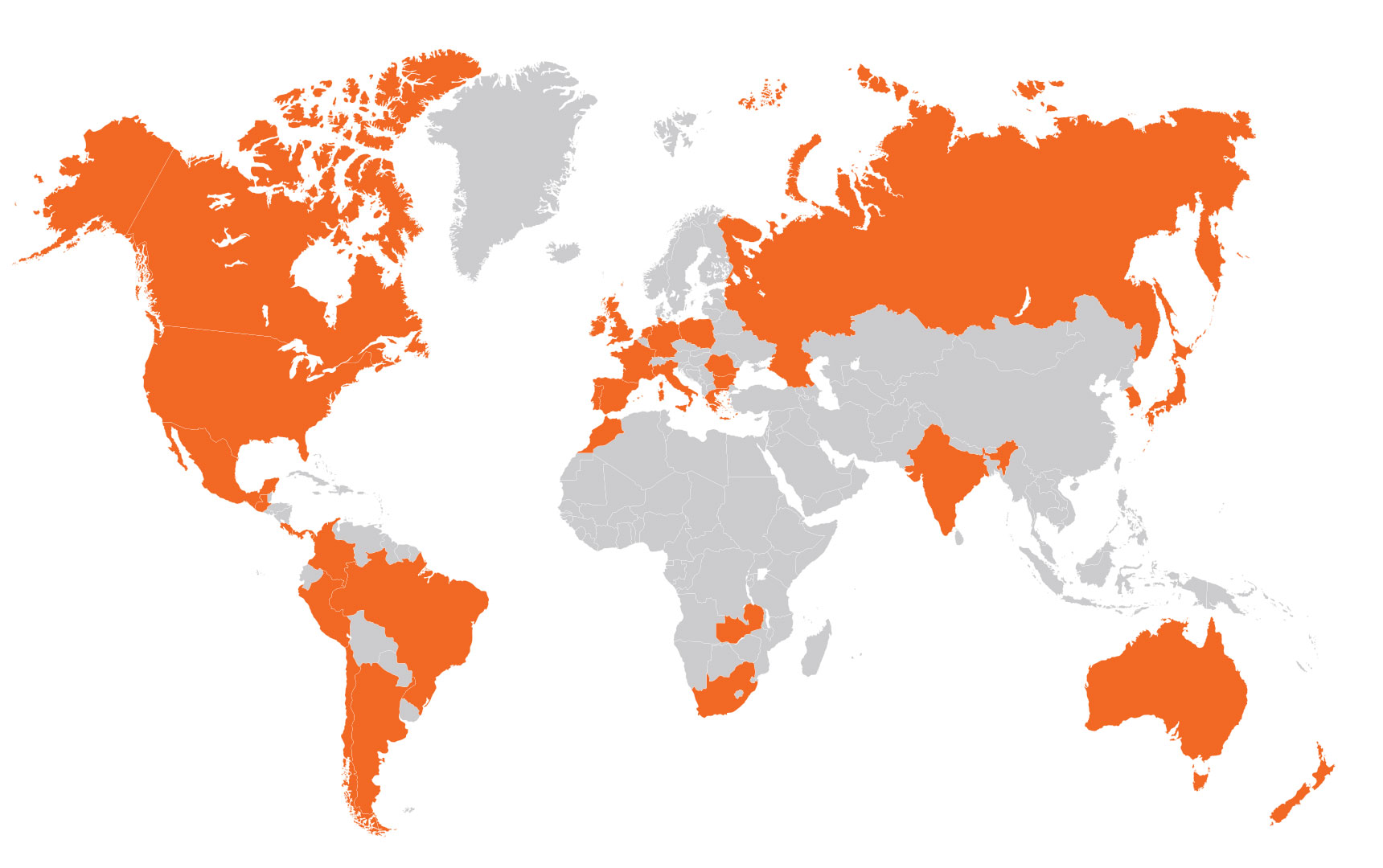
Enel weltweit (2020)

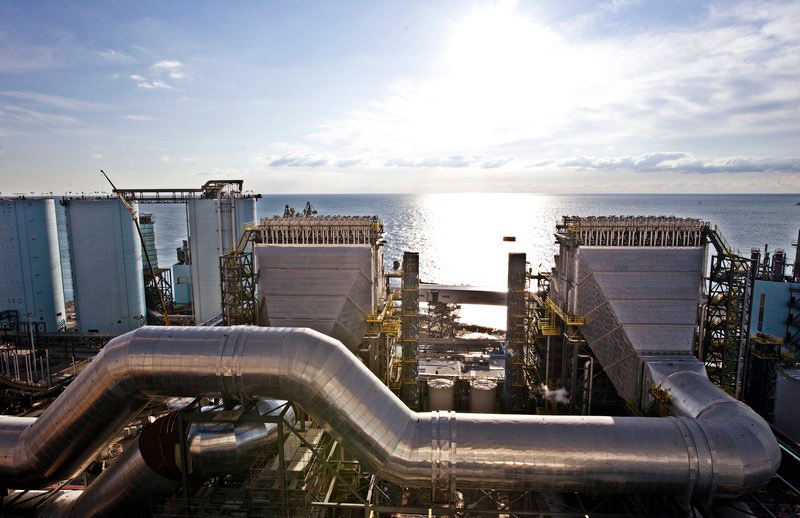
Thermisches Kraftwerk der Enel in Civitavecchia bei Rom

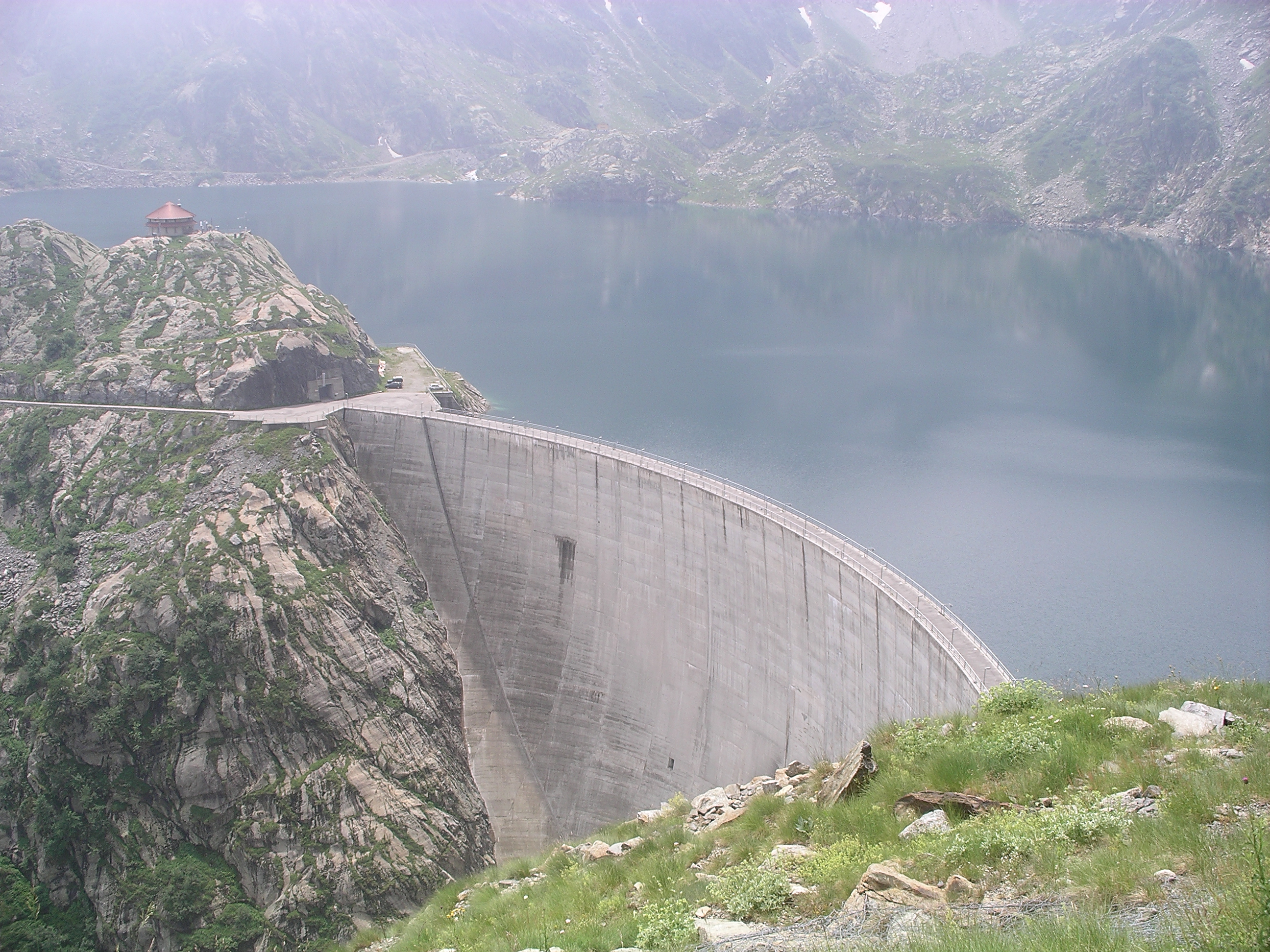
Pumpspeicherkraftwerk Entracque der Enel in Piemont

Das operative Geschäft umfasst die beiden Bereiche Elektrizitäts- und Gasversorgung. Der Stromnetzbetrieb wurde aufgrund einer gesetzlich vorgeschriebenen Trennung zwischen Versorgung und Netzbetrieb in die 1999 gegründete Tochtergesellschaft Terna ausgegliedert. 2004 wurde Terna im Rahmen einer Abspaltung aus dem Enel-Konzern herausgelöst.
Neben der Stromversorgung war der Konzern kurzzeitig auch im Bereich der Telekommunikation tätig. Die 1997 gegründete Telekomtochter Wind Telecomunicazioni wurde 2005 an die Weather Investments des ägyptischen Unternehmers Naguib Sawiris veräußert.
Seit April 2006 ist Enel beim slowakischen Energieversorger Slovenské elektrárne mit 66 Prozent der Aktienanteile Mehrheitsaktionär.
Enel ist seit 2007 Mehrheitsaktionär bei Endesa, dem größten spanischen Energieerzeugungs- und -versorgungsunternehmen. 2009 kaufte Enel dem bisherigen Eigentümer Acciona eine 25,01 prozentige Beteiligung an Endesa ab. Dadurch wuchs der Anteil von Enel an Endesa auf 92,06 Prozent. Das Unternehmen errichtet bei Catania die europaweit größte Fabrik für Solarmodule.

## Elektronische Zähler
Enel hat seit Ende der 1990er Jahre in etwa 30 Millionen Haushalten digitale Stromzähler eingeführt, die über die Stromleitungen selbst als Trägerfrequenzanlage an ein Datennetz angeschlossen sind. Partner ist die Echelon Corporation, welche Technologie und Datenkonzentratoren lieferte.

## Forschung
Enel unterhielt in der Vergangenheit ein Centro di Ricerca Idraulica e Strutturale (kurz CRIS oder auf Englisch Research Centre on Hydraulics and Structures) mit Büros in Mailand und Mestre. Das Büro in Mestre sammelte Daten, die sich auf Meeresströmungen und Wellengang bezogen. Im Jahr 2000 wurde das Büro in Mestre geschlossen.

## Anteilseigner
(Stand: 31. Dezember 2022)
- Italienischer Staat über das Ministerium für Wirtschaft und Finanzen: 23,6 %
- Institutionelle Investoren: 56,7 %
- Privatanleger: 19,7 %

## Zwischenfälle (Auswahl)
- Am 9. April 2024 kam es beim Stausee in Castel di Casio zu einer Explosion in einem von Enel betrieben Wasserkraftwerk. Dabei wurden mindestens vier Arbeiter getötet, mehrere verletzt und drei werden noch vermisst.[11]